# Décès en février 1927
Décès
- 1923
- 1924
- 1925
- 1926
- 1927
- 1928
- 1929
- 1930
- 1931

Pour une information complémentaire, voir la page d'aide.

| Date      | Nom                  | Pays                | Activités        | Âge | Source |
| --------- | -------------------- | ------------------- | ---------------- | --- | ------ |
| 6 février | Per Leander-Engström | Drapeau de la Suède | Peintre suédois. | 40  |        |